# Harald Brix
Harald Frederik Valdemar Brix, född 25 februari 1841 i Köpenhamn, död där 28 juni 1881, var en dansk socialdemokratisk agitator.
Brix försökte först att bli officer och öppnade därefter en musikhandel, vilket misslyckades. Under påverkan från sin kusin Louis Pio blev han socialdemokratisk agitator. Han var en av det danska socialdemokratiska partiets grundare 1871 och blev 1872 Första Internationalens sekreterare. På grund av sin agitation (slaget på Fælleden) dömdes han 1873 till tre års tukthus. Efter frigivningen startade han 1876 den socialistiska  veckotidningen Ravnen och dömdes på grund av några artiklar här till fyra års tukthus. Straffen skärpte Brix hat mot det bestående samhället och gav hans agitation en oförsonlig prägel.